# Osteotoom

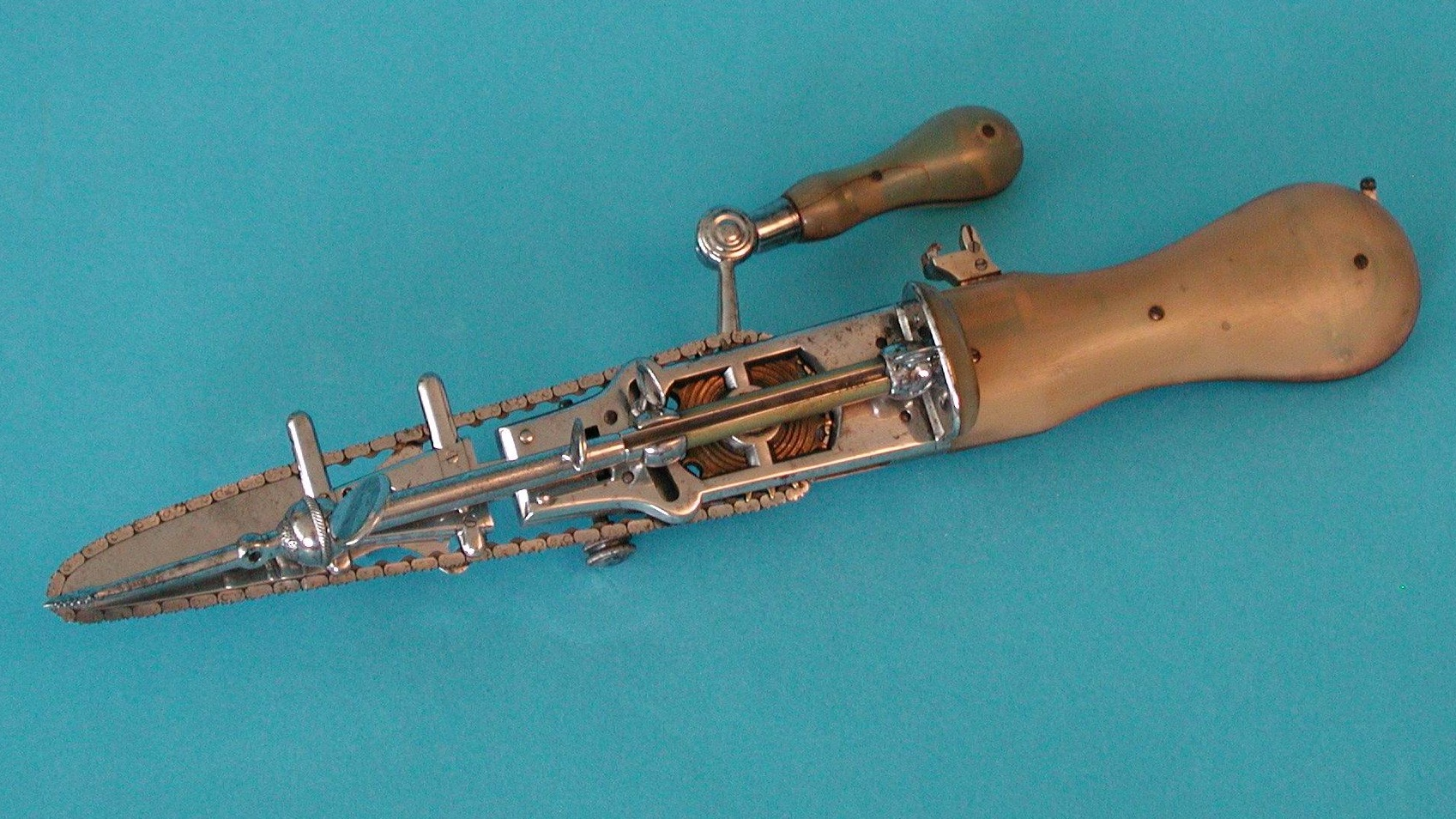
Osteotoom van Bernhard Heine

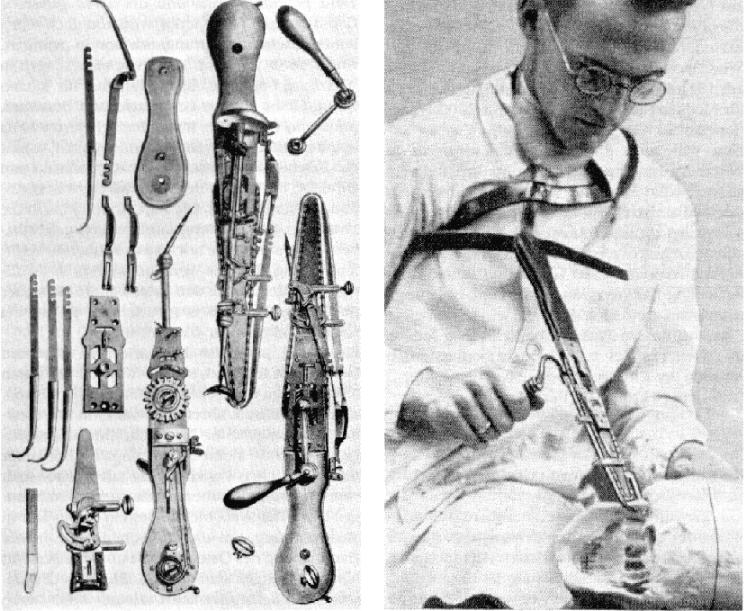
Het gebruik van een osteotoom

Een osteotoom is een medisch instrument dat wordt gebruikt voor het doorzagen of prepareren van bot.
Het instrument werd in 1830 uitgevonden door Bernhard Heine, een Duits arts in Würzburg. Heine's uitvinding werd gebruikt voor het doorzagen van bot, met name de schedel. Het was een soort kettingzaag die door middel van een spoel wordt bewogen. 